# كثيب: آل هاركونن
كثيب: آل هاركونن (بالإنجليزية: Dune: House Harkonnen) هي رواية خيال علمي صدرت عام 2000 بقلم برايان هربرت وكيفن أندرسون، تدور أحداثها في بادئة كثيب الخيالية الذي ابتكره فرانك هربرت. وهو ثاني كتاب في ثلاثية بادئة كثيب، والتي تجري أحداثها قبل أحداث رواية فرانك هربرت الشهيرة كثيب التي صدرت عام 1965. تستمد روايات مقدمة ديون من الملاحظات التي تركها فرانك هربرت بعد وفاته.
ظهرت رواية كثيب: آل هاركونن في المركز الحادي عشر على قائمة نيويورك تايمز لأكثر الكتب مبيعًا، وارتفعت إلى المركز الثامن في الأسبوع الثاني من نشرها.

## ملخص القصة
تتناول الرواية تطورات سياسية واجتماعية تحدث في المجرة قبل عقود من أحداث رواية كثيب الأصلية، مع التركيز على بيت هاركونن وخصومتهم المتصاعدة مع بيت أتريديس. يسعى البارون فلاديمير هاركونن، من خلال المكر والقسوة، إلى تعزيز نفوذ عائلته، بينما يواجه الشاب ليتو أتريديس تحديات سياسية معقدة بعد وفاة والده، ويبدأ بتكوين تحالفات قوية من شأنها أن تعزز مكانة بيت أتريديس مستقبلًا.
تُسلط الرواية الضوء أيضًا على البرامج السرية لـ البيني جزيريت، خصوصًا في علاقتها بـ الليدي جيسيكا، التي تجد نفسها ممزقة بين التزامها بالمهام الوراثية الموكلة إليها وبين مشاعرها تجاه ليتو. في هذه الأثناء، تتكشف مؤامرات خفية داخل النظام الإمبراطوري، حيث يلعب الكونت فينرينغ والإمبراطور شادام كورينو دورًا في تحريك الأحداث من خلف الكواليس.
يمتد السرد إلى كوكب آراكيس (دونة)، الذي تبدأ ملامح أهميته بالظهور، تمهيدًا للأحداث الكبرى التي ستجري لاحقًا في السلسلة. تجمع الرواية بين الدسائس السياسية، والصراعات العائلية، والمخططات السرية، مما يجعلها حجر أساس لفهم الصراعات المركزية في عالم كثيب.

## الاستقبال
حظيت رواية كثيب: آل هاركونن باستقبال جماهيري واسع، وحققت نجاحًا تجاريًا كبيرًا، حيث دخلت قائمة نيويورك تايمز للكتب الأكثر مبيعًا في المركز الحادي عشر، ثم تقدمت إلى المركز الثامن في الأسبوع الثاني من إصدارها.
على صعيد النقاد، جاءت الآراء متباينة. فقد أشاد بعض النقاد بأسلوب السرد السلس والقدرة على التوسع في عالم كثيب دون الإخلال بالتفاصيل التي أسسها فرانك هربرت. كما نُوّه إلى نجاح الرواية في تقديم خلفيات درامية قوية للشخصيات المحورية مثل البارون هاركونن، والليدي جيسيكا، وليتو أتريديس، مما أضفى عمقًا إضافيًا على الأحداث المعروفة في الروايات الأصلية.
في المقابل، انتقد آخرون افتقار الرواية إلى الطابع الفلسفي والرمزي العميق الذي تميزت به أعمال فرانك هربرت الأصلية، مشيرين إلى أن الكتاب يركز بشكل أكبر على الجوانب السياسية والمواجهات المباشرة، مع أسلوب سرد أكثر وضوحًا وأقل تعقيدًا.
وفي المراجعات الجماهيرية، لاقت الرواية قبولًا كبيرًا من قراء السلسلة، خصوصًا أولئك المهتمين باكتشاف تاريخ العائلات الكبرى وصراعاتها السابقة. كما اعتبرها بعض القراء نقطة دخول جيدة إلى عالم كثيب لأولئك الذين يفضلون التدرج في الأحداث قبل الانتقال إلى الرواية الأصلية.

## التكييف
في أكتوبر 2022، أعلنت شركة استوديوهات بوم! عن 12 إصدارًا من القصص المصورة المقتبسة من كثيب: آل هاركونن لمتابعة قصة كثيب: آل آتريديز وغيرها من القصص المصورة المقتبسة من كثيب التي كتبها المؤلفان الأصليان برايان هربرت وكيفن أندرسون. وانتهى العمل في يناير 2024.

## وصلات خارجية
- New York Times Review 2000 (بالإنجليزية)
- Prelude to Dune official site (بالإنجليزية)